# Alexandre Welter
Alexandre Welter, né le 30 juin 1953 à Sao Paulo, est un skipper brésilien.

## Carrière
Alexandre Welter participe aux Jeux olympiques de 1980 à Moscou et remporte la médaille d'or dans l'épreuve du Tornado.